# Rob Flockhart
Robert Walter Flockhart, född 6 februari 1956, död 2 januari 2021, var en kanadensisk professionell ishockeyforward som tillbringade fem säsonger i den nordamerikanska ishockeyligan National Hockey League (NHL), där han spelade för Vancouver Canucks och Minnesota North Stars. Han producerade sju poäng (två mål och fem assists) samt drog på sig 14 utvisningsminuter på 55 grundspelsmatcher.
Han spelade också för Springfield Indians och New Haven Nighthawks i American Hockey League (AHL); Toledo Goaldiggers i International Hockey League (IHL); Tulsa Oilers, Dallas Black Hawks, Oklahoma City Stars och Nashville South Stars i Central Hockey League (CHL) samt Kamloops Chiefs i Western Canada Hockey League (WCHL)
Flockhart draftades av Vancouver Canucks i tredje rundan i 1976 års draft som 44:e spelare totalt.
Den 2 januari 2021 avled Flockhart av en hjärtinfarkt. Han var äldre bror till Ron Flockhart, som spelade själv i NHL mellan 1980 och 1989.

## Statistik
| 1971–1972   | Revelstoke Bruins     | KIJHL       | 44  | 41  | 47  | 88  | 54  | —  | — | —  | —  | —  |
| 1972–1973   | The Pas Blue Devils   | AJHL        | 50  | 35  | 45  | 80  | 92  | —  | — | —  | —  | —  |
| 1973–1974   | Kamloops Chiefs       | WCHL        | 67  | 13  | 16  | 29  | 49  | —  | — | —  | —  | —  |
| 1974–1975   | Kamloops Chiefs       | WCHL        | 36  | 19  | 20  | 39  | 52  | —  | — | —  | —  | —  |
| 1975–1976   | Kamloops Chiefs       | WCHL        | 72  | 51  | 47  | 98  | 91  | 11 | 3 | 9  | 12 | 32 |
| 1976–1977   | Vancouver Canucks     | NHL         | 5   | 0   | 0   | 0   | 0   | —  | — | —  | —  | —  |
|             | Tulsa Oilers          | CHL         | 65  | 22  | 32  | 54  | 70  | 9  | 2 | 6  | 8  | 12 |
| 1977–1978   | Vancouver Canucks     | NHL         | 24  | 0   | 1   | 1   | 12  | —  | — | —  | —  | —  |
|             | Tulsa Oilers          | CHL         | 43  | 17  | 11  | 28  | 55  | 7  | 2 | 3  | 5  | 14 |
| 1978–1979   | Vancouver Canucks     | NHL         | 14  | 1   | 1   | 2   | 0   | —  | — | —  | —  | —  |
|             | Dallas Black Hawks    | CHL         | 44  | 18  | 27  | 45  | 46  | 9  | 3 | 3  | 6  | 34 |
| 1979–1980   | Minnesota North Stars | NHL         | 10  | 1   | 3   | 4   | 2   | 1  | 1 | 0  | 1  | 2  |
|             | Oklahoma City Stars   | CHL         | 67  | 31  | 40  | 71  | 51  | —  | — | —  | —  | —  |
| 1980–1981   | Minnesota North Stars | NHL         | 2   | 0   | 0   | 0   | 0   | —  | — | —  | —  | —  |
|             | Oklahoma City Stars   | CHL         | 75  | 33  | 42  | 75  | 89  | 3  | 0 | 1  | 1  | 6  |
| 1981–1982   | Nashville South Stars | CHL         | 79  | 27  | 30  | 57  | 98  | 3  | 0 | 0  | 0  | 2  |
| 1982–1983   | Springfield Indians   | AHL         | 74  | 22  | 34  | 56  | 55  | —  | — | —  | —  | —  |
| 1983–1984   | Toledo Goaldiggers    | IHL         | 54  | 33  | 20  | 53  | 33  | —  | — | —  | —  | —  |
| 1984–1985   | New Haven Nighthawks  | AHL         | 2   | 0   | 2   | 2   | 0   | —  | — | —  | —  | —  |
|             | Springfield Indians   | AHL         | 14  | 5   | 8   | 13  | 22  | —  | — | —  | —  | —  |
| NHL totalt  | NHL totalt            | NHL totalt  | 55  | 2   | 5   | 7   | 14  | 1  | 1 | 0  | 1  | 2  |
| AHL totalt  | AHL totalt            | AHL totalt  | 90  | 27  | 44  | 71  | 71  | —  | — | —  | —  | —  |
| CHL totalt  | CHL totalt            | CHL totalt  | 373 | 148 | 182 | 330 | 409 | 31 | 7 | 13 | 20 | 68 |
| WCHL totalt | WCHL totalt           | WCHL totalt | 175 | 83  | 83  | 166 | 192 | 11 | 3 | 9  | 12 | 32 |

### Internationellt
| Källa:        | Källa:        | Källa:        |         | Utv = Utvisningsminuter | Utv = Utvisningsminuter | Utv = Utvisningsminuter | Utv = Utvisningsminuter | Utv = Utvisningsminuter |
| År            | Lag           | Mästerskap    | Matcher | Mål                     | Assists                 | Poäng                   | Utv                     |                         |
| ------------- | ------------- | ------------- | ------- | ----------------------- | ----------------------- | ----------------------- | ----------------------- | ----------------------- |
| 1975          | Kanada        | JVM           | 4       | 1                       | 0                       | 1                       | 6                       |                         |
| Junior totalt | Junior totalt | Junior totalt | 4       | 1                       | 0                       | 1                       | 6                       |                         |